# Institut français des relations internationales
Pour les articles homonymes, voir IFRI.
Ne doit pas être confondu avec Institut de relations internationales et stratégiques.
 (avril 2019).
Si vous disposez d'ouvrages ou d'articles de référence ou si vous connaissez des sites web de qualité traitant du thème abordé ici, merci de compléter l'article en donnant les références utiles à sa vérifiabilité et en les liant à la section « Notes et références ».
L’Institut français des relations internationales (Ifri) est en France un centre de recherche et de débat indépendant consacré à l’analyse des questions internationales. Inspiré du modèle anglo-saxon, l’Ifri, think tank ou « laboratoire d’idées » français, s’est affirmé dans la durée, depuis sa création en 1979 par Thierry de Montbrial. Part intégrante du réseau des plus grands think tanks internationaux, l'Ifri a pour mission, en réunissant acteurs et analystes de la vie internationale, de mener une réflexion libre et approfondie sur les grands enjeux contemporains.
Il a ainsi vocation à :
- développer la recherche appliquée dans le domaine des politiques publiques à dimension internationale ;
- favoriser le dialogue et une interaction constructive entre chercheurs, praticiens et leaders d'opinion.

## Historique
En 1973, Thierry de Montbrial est chargé par le ministre des Affaires étrangères, Michel Jobert, de mettre en place le Centre d’analyse et de prévision (CAP) au Quai d’Orsay afin d’analyser le système des relations internationales. Ce cadre de travail le conforte dans sa volonté de créer un centre de recherche indépendant consacré à ce sujet. En 1979, il fonde l’Institut français des relations internationales, avec le soutien du président de la République Valéry Giscard d'Estaing, du Premier ministre Raymond Barre et des ministres des Affaires étrangères, Louis de Guiringaud puis Jean François-Poncet.
L’Ifri s’organise autour d’une structure existante, le Centre d’études de politique étrangère (CEPE), créé en 1935 par des universités françaises et la fondation Carnegie pour la paix internationale. Marc Gilbert, cofondateur du Nouvel Observateur et ancien producteur à l'ORTF, devient secrétaire général, Dominique Moïsi, conseiller spécial jusqu'en 2016, et Ghassan Salamé, consultant à Beyrouth. L'institut recrute des experts comme Jean Klein, spécialiste du désarmement, Philippe Moreau Defarges, ancien diplomate, et Pierre Lellouche.
L’institut compte aujourd’hui environ 80 entreprises partenaires et près de 400 membres adhérents (particuliers et institutions). L'Ifri est aussi présent à Bruxelles via son bureau — IFRI Bruxelles — ouvert en mars 2005.
L’historien Thomas Gomart est directeur de l'Ifri depuis avril 2015.

## Travail en réseaux et rayonnement à l'étranger
L'IFRI travaille régulièrement en partenariat avec ses homologues internationaux - la RAND Corporation, la Brookings institution, le Council on foreign relations et le Center for Strategic and International Studies (CSIS), le Carnegie endowment for international peace, Le Japan institute for international affairs (JIIA), l'Institut d'État des relations internationales de Moscou (MGIMO), la French-Korean Foundation, le Conseil des relations étrangères allemand (DGAP), etc.
L’IFRI entend être le grand institut européen de base française. La dimension européenne est donc primordiale dans toutes ses activités. L’IFRI est présent à Bruxelles par son bureau — IFRI Bruxelles — ouvert depuis mars 2005, et qui est l’interface active entre Paris et Bruxelles. Sa mission est d’enrichir le débat européen à travers une approche pluridisciplinaire couvrant toutes les dimensions des relations internationales.
IFRI Bruxelles organise environ une trentaine de manifestations par an. Parmi les thèmes abordés en 2011, on citera : La gouvernance économique européenne ; la politique européenne de voisinage ; les premiers pas du Service européen pour l’action extérieure ; l’OTAN et la Russie face à l’Afghanistan ; les sans-papiers en Europe ; les politiques européennes de l'énergie et de l'environnement ; la sécurité spatiale en Europe ; la sécurité du Sahel.

## Missions
La recherche policy oriented de l’IFRI a pour mission d’éclairer et de mettre en perspective les grands événements internationaux. Elle s’adresse prioritairement aux décideurs politiques et économiques, aux milieux académiques, aux leaders d’opinion ainsi qu’aux représentants des sociétés civiles.
Pour mener cette ambition, ses travaux sont organisés en pôles de recherche régionaux (Europe, Asie, Afrique, Moyen-Orient/Maghreb, Turquie contemporaine, États-Unis, Russie/NEI, relations franco-allemandes…) ou en pôles transversaux (mondialisation et économie mondiale, questions stratégiques et de sécurité, les migrations et les questions d'identité, la géopolitique de l'énergie, le climat, etc.) constitués en centres de recherche. Chaque centre publie sa collection électronique disponible sur le site de l'IFRI.
L’IFRI réunit environ 60 personnes dont une trentaine de chercheurs français et étrangers de multiples horizons, et répartis dans 15 unités de recherche sur les questions régionales ou transversales. Plus de la moitié d’entre eux ont moins de 40 ans. Les pôles de recherche se structurent en axes régionaux (Europe, Russie, CEI, Asie, Moyen-Orient, Afrique, États-Unis) et en axes transversaux (sécurité et questions stratégiques, énergie, espace, économie internationale, migrations, les questions de santé et d'environnement) travaillant en synergie et en transversalité.

## Réalisations
Le Ramsès, ouvrage collectif annuel, et la revue trimestrielle Politique étrangère constituent ses deux principales activités éditoriales. Depuis 1981, le rapport annuel Ramsès se consacre aux grandes tendances mondiales (environ 10 000 exemplaires). Politique étrangère, fondée en 1936, est la plus ancienne revue française en la matière. Cette revue trimestrielle donne une vision transversale des enjeux de l’actualité internationale. Un numéro spécial a été publié en 2006 pour célébrer les 70 ans de la revue.
Aux côtés de ces deux références, l’IFRI propose des publications plus courtes ou plus spécialisées. Parmi elles : les Notes de l’IFRI et Les Études de l’IFRI, un format court Éditoriaux de l'IFRI ainsi que les collections électroniques de l’IFRI — environ une dizaine — et les livres des chercheurs de l’IFRI.
L'IFRI diffuse ses analyses en plusieurs langues. En 2011, l'institut a publié 12 ouvrages dont 4 en langues étrangères ainsi que 130 notes numériques dont 50 % sont en langues étrangères — anglais, allemand et russe.

## Financement et indépendance
L’IFRI est une association loi de 1901, transformée en 2022 en fondation, dont le financement provient de sources diverses : subventions ou contrats passés avec l’État qui lui accorde chaque année une dotation du premier ministre de 23% de son budget, financements privés, adhésions de personnes morales, soutiens par les entreprises. La liste de ses membres est consultable en ligne, rubrique « Partenaires de l'IFRI ».
Indépendant de toute tutelle administrative, l'IFRI n'est affilié à aucun parti politique. Attaché à son indépendance politique et intellectuelle, l'institut a opté pour une diversification de ses sources de financements publics et privés. Avec un budget 2011 de l'ordre de 6,5 millions d'euros dont environ 70 % d'origine privée, l'IFRI a pu, malgré les contraintes imposées par la crise économique mondiale, rester fidèle à son indépendance et à sa vocation.

## Invités et conférences
Outre ses travaux de recherche, l'IFRI réunit chaque année des conférenciers de renom du monde entier qui apportent, dans un cadre informel et non partisan un décryptage précieux et riche des questions internationales. L'institut organise une quarantaine de conférences par an à Paris (42 en 2011). Ainsi, l'IFRI accueille chaque année plus de 10 000 participants à ses manifestations.
Parmi ses invités depuis les années 2000, on peut notamment citer Nicolas Sarkozy, Dmitri Medvedev, Hu Jintao, Jalal Talabani, Hamid Karzai, Vladimir Poutine, Mikheil Saakachvili, Abdoulaye Wade, Václav Klaus, Pervez Musharraf, Abdullah Gül, Boris Tadić, Viktor Ianoukovytch, Paul Kagame, Herman Van Rompuy, José Manuel Barroso, Anders Fogh Rasmussen…

## Classement
En 2017, l'IFRI est classé deuxième think tank mondial dans le rapport annuel Global Go To Think Tank Index édité par l'Université de Pennsylvanie qui porte sur plus de 6 500 instituts dans le monde : il est en tête du classement si on ne prend pas en compte les institutions américaines, sinon deuxième derrière la Brookings Institution. En 2019, il y est le seul institut français figurant parmi les 150 premiers, sur plus de 8 000 think tanks répertoriés, occupant toujours la deuxième position.